# Jacob Lew
Pour les articles homonymes, voir Lew.
Jacob Joseph Lew dit Jack Lew, né le 29 août 1955 à New York, est un homme d'affaires et politique américain. Membre du Parti démocrate, il est directeur du Bureau de la gestion et du budget entre 1998 et 2001 puis entre 2010 et 2012, chef de cabinet de la Maison-Blanche entre 2012 et 2013 puis secrétaire au Trésor de 2013 à 2017 dans l'administration du président Barack Obama. De novembre 2023 à janvier 2025, il est ambassadeur en Israël.

## Biographie

### Études
Il est diplômé de l'université de Georgetown et de l'université Harvard.

### Carrière politique
Il travaille au Capitole puis à la Maison-Blanche sous l'administration Clinton. Entre 2006 et 2008, il est le numéro 2 de Citigroup.

#### Administration Obama
Le 18 novembre 2010, il est nommé directeur du bureau de la gestion et du budget.
Le 9 janvier 2012, Jack Lew est choisi par Barack Obama comme chef de cabinet de la Maison-Blanche, en remplacement de William Daley, démissionnaire.
Le 10 janvier 2013, il est nommé secrétaire au Trésor des États-Unis, en remplacement de Timothy Geithner. Sa nomination est confirmée par le Sénat le 27 février 2013.

#### Retour à la vie civile
Il devient un managing partner de la firme Lindsay Goldberg, une société de capital-investissement, et visiting professor à l'université Columbia.

#### Ambassadeur des États-Unis en Israël
Le 5 septembre 2023, il est choisi par Joe Biden comme ambassadeur en Israël. Le 31 octobre suivant, sa nomination est confirmée par un vote du Sénat par 53 voix contre 43. Jack Lew présente ses lettres de créance au président Isaac Herzog le 5 novembre. Il quitte son poste en janvier 2025.

#### Vie privée
Il est un juif orthodoxe et est membre de la synagogue Hebrew Institute of Riverdale (en) dans le Bronx, à New York. The New York Times note que lorsqu'il devait se rendre à la Maison-Blanche le Chabbat, il s'y rendait à pied.

## Positions politiques
Il est keynésien, et marqué à gauche.